# Brunel (geslacht)
Brunel (Prunella) is een geslacht uit de lipbloemenfamilie (Lamiaceae). Het geslacht telt vier soorten, verspreid over Noord-Amerika, Europa, Noord-Afrika en West-Azië.
In de Benelux komt met name de gewone brunel (Prunella vulgaris) voor. Vanaf Scandinavië naar het zuiden komt ook de grote brunel/'bijenkorfje' (Prunella grandiflora) voor. In België komt ook de lage, kruipende witte brunel (Prunella laciniata) voor.
De Engelse naam van het geslacht is "Self-heal", wat er op wijst dat ze tegen een serie kleine ongemakken aangewend kunnen worden.
... · 
Ajuga (Zenegroen) · 
Anisomeles · 
Ballota (Ballote) · 
Basilicum · 
Cleonia · 
Clinopodium (Steentijm) · 
Dasymalla · 
Galeopsis (Hennepnetel) · 
Glechoma · 
Haplostachys · 
Hemiandra · 
Hyssopus · 
Lagochilus · 
Lamiastrum · 
Lamium (Dovenetel) · 
Lavandula (Lavendel) · 
Leonurus · 
Lycopus · 
Marrubium · 
Melissa (Melisse) · 
Mentha (Munt) · 
Nepeta (Kattenkruid) · 
Ocimum (Basilicum) · 
Origanum (Marjolein) · 
Perovskia · 
Phlomis · 
Prunella (Brunel) · 
Renschia · 
Rosmarinus · 
Salvia (Salie) · 
Satureja (Bonenkruid) · 
Scutellaria (Glidkruid) · 
Stachys (Andoorn) · 
Teucrium (Gamander) · 
Thymus (Tijm) · 
Vitex · 
Westringia · 
...